# Нікорник чорносмугий
Ніко́рник чорносмугий (Oreolais pulcher) — вид горобцеподібних птахів родини тамікових (Cisticolidae). Мешкає в горах Центральної Африки. Раніше цей вид відносили до роду Нікорник (Apalis).

## Підвиди
Виділяють два підвиди:
- O. p. pulcher (Sharpe, 1891) — від південно-східної Нігерії до Південного Судану і Кенії;
- O. p. murphyi (Chapin, 1932) — південний схід ДР Конго.

## Поширення і екологія
Чорносмугі нікорники мешкають в Нігерії, Камеруні, ДР Конго, Кенії, Південному Судані та Уганді. Вони живуть у вологих гірських тропічних лісах, поблизу річок, на висоті від 1550 до 2900 м над рівнем моря.